# Thymus faustinoi
Thymus faustinoi là một loài thực vật có hoa trong họ Hoa môi. Loài này được Sánchez-Gómez, López Esp., Sánchez Saorín & R.Mora mô tả khoa học đầu tiên năm 2004.